# Russell Willson
Russell Willson (Fredonia, 27 de dezembro de 1883 – Chevy Chase, 6 de junho de 1948) foi um oficial de bandeira da Marinha dos Estados Unidos e inventor da Caixa Cifrada da Marinha emitida em 1917. Filho de Sidney Louis Willson e Lucy Fenton Staats Willson, Russell Willson frequentou o Instituto de Tecnologia de Massachusetts em 1901–1902, antes de se formar na Academia Naval dos Estados Unidos em 1906.